# Addicted To You (Avicii-sang)
Addicted To You er en single af den svenske DJ Avicii, med vokaler fra den amerikanske sangerinde Audra Mae. Sangen blev udgivet den 27. november 2013 af Universal Music, og den er den fjerde single fra Aviciis album "True". Sangen er skrevet af Tim Bergling (Avicii), Ash Pournouri, Mac Davis og Josh Kratchic. Sangen opnåede også success i Danmark, hvor den nåede nr. 24 på Hitlisten.

## Historie
Imens Avicii producerede hans debutalbum i 2013, lavede han en liste med folk han gerne ville producere musik. Listen indeholdt navne som Mick Jagger, Paul Simon og Van Morrison. De sagde alle nej, og det eneste ja kom fra Mac Davis, som blandt andet er kendt for at skrive "In The Ghetto" i 1969. Han havde en guitardemo med teksten, som var en kærlighedsballade, skrevet af ham i 1960'erne. Sammen producerede Avicii og Mac Davis den nuværende version. Avicii og Mac Davis forestillede sig oprindeligt Adele som forsanger, men landede til sidst på den amerikanske sanger Audra Mae.

## Hitlister
| Hitliste (2013–2014)                             | Højeste Position |
| ------------------------------------------------ | ---------------- |
| Australien (ARIA)                                | 5                |
| Østrig (Ö3 Austria Top 40)                       | 3                |
| Belgien (Ultratip Flanderen)                     | 5                |
| Belgium (Ultratop Flanders Dance)                | 29               |
| Belgien (Ultratip Wallonien)                     | 5                |
| Belgium (Ultratop Wallonia Dance)                | 16               |
| Canada (Canadian Hot 100)                        | 78               |
| 29                                               |                  |
| Tjekkiet (Rádio Top 100)                         | 1                |
| Tjekkiet (Singles Digitál Top 100)               | 24               |
| Danmark (Track Top-40)                           | 27               |
| Finland (Suomen virallinen lista)                | 12               |
| Frankrig (SNEP)                                  | 6                |
| Tyskland (Official German Charts)                | 6                |
| Germany (Airplay Chart)                          | 1                |
| Greece Digital Songs (Billboard)                 | 3                |
| Ungarn (Dance Top 40)                            | 1                |
| Ungarn (Rádiós Top 40)                           | 1                |
| Ungarn (Single Top 40)                           | 4                |
| Irland (IRMA)                                    | 8                |
| Italy (FIMI)                                     | 8                |
| Luxembourg Digital Songs (Billboard)             | 3                |
| Netherlands (Dutch top 40)                       | 6                |
| Holland (Single Top 100)                         | 5                |
| New Zealand (RIANZ)                              | 6                |
| Norge (VG-lista)                                 | 16               |
| Polen (Polish Airplay Top 100)                   | 1                |
| Polen (Dance Top 50)                             | 8                |
| Romania (Romanian Top 100)                       | 75               |
| 26                                               |                  |
| Skotland (Official Charts Company)               | 12               |
| Slovakiet (Rádio Top 100)                        | 5                |
| Slovakiet (Singles Digitál Top 100)              | 26               |
| Slovenia (SloTop50)                              | 1                |
| Spanien (PROMUSICAE)                             | 29               |
| Sverige (Sverigetopplistan)                      | 11               |
| Schweiz (Schweizer Hitparade)                    | 5                |
| Storbritannien Dance (Official Charts Company)   | 6                |
| Storbritannien Singles (Official Charts Company) | 14               |
| 17                                               |                  |
| USA Hot Dance/Electronic Songs (Billboard)       | 11               |
| USA Dance Club Songs (Billboard)                 | 1                |

| Hitliste (2013)                           | Position |
| ----------------------------------------- | -------- |
| US Hot Dance/Electronic Songs (Billboard) | 85       |

| Hitliste (2014)                           | Position |
| ----------------------------------------- | -------- |
| Australia (ARIA)                          | 41       |
| Austria (Ö3 Austria Top 40)               | 21       |
| Belgium (Ultratop Flanders)               | 26       |
| Belgium (Ultratop Wallonia)               | 22       |
| France (SNEP)                             | 22       |
| Germany (Official German Charts)          | 23       |
| Hungary (Dance Top 40)                    | 12       |
| Hungary (Rádiós Top 40)                   | 40       |
| Hungary (Single Top 40)                   | 8        |
| Italy (FIMI)                              | 43       |
| Netherlands (Dutch Top 40)                | 21       |
| Netherlands (Single Top 100)              | 39       |
| New Zealand (Recorded Music NZ)           | 42       |
| Poland (ZPAV)                             | 11       |
| Russia Airplay (TopHit)                   | 58       |
| Slovenia (SloTop50)                       | 6        |
| Sweden (Sverigetopplistan)                | 47       |
| Switzerland (Schweizer Hitparade)         | 31       |
| Ukraine Airplay (TopHit)                  | 159      |
| US Hot Dance/Electronic Songs (Billboard) | 38       |

| Hitliste (2018)         | Position |
| ----------------------- | -------- |
| Hungary (Rádiós Top 40) | 70       |